# Rubus crispomarginatus
Rubus crispomarginatus — вид квіткових рослин з родини трояндових (Rosaceae). Ареал: Німеччина, Польща, Угорщина, Чехія, Словаччина, можливо, Австрія, Україна.
Зустрічається переважно в південній Польщі. Нечисленний.